# Rámeshki
Rámeshki (ruso: Ра́мешки) es un asentamiento de tipo urbano de Rusia, capital del ókrug municipal homónimo en la óblast de Tver.
En 2021, el asentamiento tenía una población de 4102 habitantes.
Se ubica a medio camino entre las ciudades de Tver y Bézhetsk, sobre la carretera 28K-0058. Al norte de esta carretera sale de Rámeshki una vía secundaria que lleva a Maksátija.

## Historia
Se conoce la existencia del asentamiento en documentos desde 1551, cuando Iván IV confirmó los derechos de la laura de la Trinidad y San Sergio sobre las tierras del pueblo. Sin embargo, la localidad a la que se hace referencia en 1551 es la vecina aldea de Pustorámenka, ya que Rámeshki fue trasladada a su actual ubicación a mediados del siglo XVII. Las tierras siguieron perteneciendo al monasterio hasta 1764, cuando Catalina II ordenó transferir el territorio al realengo. La Unión Soviética estableció aquí en 1929 una de las capitales distritales de la óblast de Moscú (aunque a partir de 1935 quedó definitivamente en la óblast de Kalinin) y desarrolló notablemente el pueblo como núcleo industrial y comercial, que a lo largo del siglo XX pasó de unos cuatrocientos a unos cuatro mil habitantes. Adoptó el estatus de asentamiento de tipo urbano en 1979.